# Peter Burling
Peter Burling, né le 1er janvier 1991 à Tauranga, est un régatier néo-zélandais. Champion olympique de 49er lors des compétitions de voile des jeux olympiques d'été de 2016, il est vainqueur à trois reprises de la Coupe de l'America avec Emirates Team New Zealand, en 2017, 2021 et 2024.

## Biographie
Burling participe à ses premiers championnats nationaux d'Optimist à l'âge de 9 ans et les remporte en 2003. Il pratique ensuite avec Carl Evans le 420, dont il remporte le championnat du monde en 2005 et 2006, étant alors le plus jeune champion du monde de la discipline. En 2008, il devient le plus jeune représentant de la Nouvelle-Zélande aux Jeux olympiques. 
Depuis 2009, il navigue en 49er avec Blair Tuke. Dans cette discipline, la paire néo-zélandaise remportent la médaille d'argent aux championnats du monde 2011 et 2012 et le titre en 2013 et 2014.
En septembre 2013, il est le barreur de l'équipe victorieuse de la Red Bull Youth America's Cup, qui s'est déroulé à San Francisco entre la coupe Louis-Vuitton et la coupe de l'America. Peu après, il est recruté par Emirates Team New Zealand pour courir sur le circuit Extreme 40 en alternance avec Dean Barker. Il le remplace en tant que barreur officiel du syndicat kiwi le 26 février 2015, quelques semaines après avoir remporté le championnat du monde de Moth.
Burling est le barreur gagnant de la Coupe de l'America en 2017 avec Emirates Team New Zealand, devenant ainsi le plus jeune barreur gagnant ce trophée à l'âge de 26 ans. En mars 2021, il défend victorieusement la coupe avec Emirates Team New Zealand à nouveau sous les couleurs du Royal New Zealand Yacht Squadron rapportant une quatrième victoire dans cette compétition au club nautique néozélandais.
En avril 2025, Grant Dalton, directeur du Team New Zealand, a déclaré au New Zealand Herald ne pas avoir réussi à s'entendre avec Peter Burling alors que le cycle conduisant à la prochaine édition de la coupe de l'América est court.